# Deux Vieux
Deux Vieux (également nommée Deux prêtres ou Un vieux et un prêtre) est une œuvre de Francisco de Goya. C’est l’une des peintures noires qui décoraient la Quinta del Sordo maison que le peintre acquit en 1819. La peinture occupait un espace près de la porte d’entrée au rez-de-chaussée, à droite, face au mur où était peint Saturne dévorant un de ses fils.
La toile, ainsi que le reste des peintures noires, fut transférée du plâtre à la toile en 1873 par Salvador Martínez Cubells avant d'intégrer le musée du Prado en 1881.

## Contexte
La peinture occupait un espace près de la porte d’entrée au rez-de-chaussée, à droite, face au mur où était peint Saturne dévorant un de ses fils.
En 1873, Émile Baron d'Erlanger (1832-1911) était propriétaire de la maison de Goya la Quinta del Sordo où était peinte la scène avec le reste des peintures noires. Elle fut transformée, à l’instar des autres peintures noires, en huile sur toile en 1874 par Salvador Martínez Cubells, sur commande du baron Émile d'Erlanger  un banquier français, d'origine allemande, qui avait l'intention de la vendre à l'Exposition universelle de Paris en 1878. Cependant, ce travail n'attira pas les acheteurs et il en fit don en 1881 au Musée du Prado, où il est exposé. Cubells Salvador Martínez (1842-1914), était restaurateur du musée du Prado et membre de l'Académie royale des Beaux-Arts de San Fernando. Il passa la peinture sur plâtre sur une toile d'après le goût de l'époque. Martinez Cubells fut assisté par ses frères Enrique et Francisco (...) 
Avant de la transférer sur plâtre, il photographia les peintures in situ sur un mur du salon du rez-de-chaussée. L’original est un daguerréotype de 27 x 36 cm, se conservée aux Archives Ruiz Vernacci, à Madrid.

## Analyse
Le tableau représente de vieilles personnes vêtues en moines. Celle du premier plan a une grande barbe, est grande et s’appuie sur une canne. Ce pourrait être une représentation du Temps et de la Vieillesse. Celui qui est dans son dos est très caricatural. Son visage est cadavérique, voire animalier et semble crier dans l’oreille du premier, peut-être une allusion à la surdité de Goya.
Les deux personnages sont traités de façons très différentes. Celui au premier plan est tranquille et digne, son expression est un peu triste mais sereine. Il s’appuie sur une canne, mais pas par faiblesse. Il est fort et a de la prestance. Ses vêtements rappellent les ermites et les philosophes de Vélasquez, Esope et Ménippe que Goya avait copié. L’autre personnage contraste vivement : son visage est monstrueux avec les techniques qu’utilisait Goya pour ses satyres de moines dans Los Caprichos et les Disparates.
Comme pour l’ensemble des peintures noires, le chromatisme est réduit aux ocres, terres, gris et noirs. La toile possède les caractéristiques des expressionnistes du XXe siècle.